# (2063) Bacchus
(2063) Bacchus ist ein Asteroid oder Planetoid aus der Gruppe der Apollo-Asteroiden. Dies sind Himmelskörper, deren Bahnen die Erdbahn kreuzen können.
Der Asteroid wurde am 24. April 1977 von Charles Kowal entdeckt und nach Bacchus, dem römischen Gott des Weines, benannt.
Bacchus bewegt sich zwischen 0,7013 AU (Perihel) und 1,4546 AU (Aphel) in rund 409 Tagen um die Sonne. Die Bahnexzentrizität beträgt 0,3494, die Bahn ist um 9,4347° gegen die Ekliptik geneigt.
Im Jahre 1996 durchgeführte Radarbeobachtungen ergaben, dass es sich bei Bacchus um ein längliches Objekt von 1,1 × 2,6 km Ausdehnung handelt. Der Asteroid rotiert in 14 Stunden und 54 Minuten um die eigene Achse.